# Charles Fosset
Charles Fosset dit Lolo est un footballeur et entraîneur français né le 25 janvier 1910 à  Montigny-lès-Metz (Moselle) et mort le 12 décembre 1989 à Jarny (Meurthe-et-Moselle).

## Biographie
Il a été demi-centre au FC Metz avant la Seconde Guerre mondiale. Il a ainsi joué 162 matches officiels et marqué 32 buts pour les Grenats. Champion de France de Division 2 en 1935, il joue également une finale de Coupe de France en 1938, perdue, 1-2 contre Marseille.
Il est international en 1937 et joue deux rencontres avec les Bleus.
Après-guerre, Charles Fosset est l'entraîneur du club messins à deux reprises,  de 1944 à 1945 puis de 1947 à 1949.

## Palmarès
- International A français en 1937 (2 sélections)
- International B
- Champion de France D2 en 1935 avec le FC Metz
- Finaliste de la Coupe de France en 1938 avec le FC Metz